# Protikus oldószer
A protikus oldószer olyan oldószer, amelyben oxigén- vagy nitrogénatomhoz kapcsolódó hidrogénatom található (mint a hidroxil- vagy aminocsoportban). Általános értelemben bármely oldószert, mely labilis (disszociábilis) H+-t tartalmaz, protikus oldószernek nevezzük. Ezzel szemben az aprotikus oldószer nem képes hidrogén donálására.

## Poláris protikus oldószerek
A poláris protikus oldószereket gyakran használják sók feloldására. Ezek az oldószerek általában nagy dielektromos állandóval és nagy polaritással rendelkeznek.
A protikus oldószerek közös jellemzői:
- az oldószermolekulák között hidrogénkötés található
- az oldószermolekulán savas hidrogén található (bár a savasság akár nagyon kis mértékű is lehet – mint például az etanol esetén)
- a sókat oldják
  - a kationokat nemkötő elektronpárral
  - az anionokat hidrogénkötéssel

Protikus oldószer például a víz, a legtöbb alkohol, a hangyasav, a hidrogén-fluorid vagy az ammónia. A poláris protikus oldószerek kedveznek az SN1 reakciónak, míg az SN2 reakció számára a poláris aprotikus oldószerek kedvezőek.

## Poláris aprotikus oldószerek
A poláris aprotikus oldószerek olyan oldószerek, amelyek számos sót feloldanak, de nincs bennük savas hidrogén. Ezen oldószerek dielektromos állandója és polaritása általában közepes értékű. Bár a IUPAC nem javasolja a „poláris aprotikus” kifejezés használatát, az ilyen oldószereket mint nagy dielektromos állandójú és nagy dipólusmomentumú anyagokat írja le, ilyen például a dimetil-szulfoxid. További, a IUPAC követelményeknek megfelelő példák az acetonitril, a DMF és a HMPA.
Az aprotikus oldószerek közös jellemzői:
- hidrogénkötés fogadására képes oldószerek
- az oldószernek nincs savas hidrogéncentruma (az aceton és az észterek nem felelnek meg ennek a feltételnek)
- oldják a szerves sókat, például a tetraetilammónium-jodidot

A poláris aprotikus oldószerek gyakran elengedhetetlenek az erős bázist használó reakciók végzéséhez, ilyenek például a Grignard-reagens vagy az n-butillítium reakciói. Ezek a reagensek a protikus oldószerekkel reakcióba lépnek:
C4H9Li  +  HOCH3   →   C4H10  +  LiOCH3
A dipoláris aprotikus oldószerekre példa a metilpirrolidon.

## A gyakori oldószerek tulajdonságai
Az oldószereket apoláris, poláris aprotikus és poláris protikus csoportokba soroltan, növekvő polaritás szerint vannak rendezve. A polaritás mértékét a dielektromos állandóval adjuk meg. Az oldószerek azon tulajdonságait, melyek a víz megfelelő értékét meghaladják, félkövér kiemelés jelöli.
| Oldószer                     | Kémiai képlet           | Forráspont | Dielektromos állandó | Sűrűség     | Dipólusmomentum (D) |
| ---------------------------- | ----------------------- | ---------- | -------------------- | ----------- | ------------------- |
| Apoláris oldószerek          |                         |            |                      |             |                     |
| hexán                        | CH3−CH2−CH2−CH2−CH2−CH3 | 69 °C      | 2,0                  | 0,655 g/ml  | 0,00 D              |
| benzol                       | C6H6                    | 80 °C      | 2,3                  | 0,879 g/ml  | 0,00 D              |
| toluol                       | C6H5−CH3                | 111 °C     | 2,4                  | 0,867 g/ml  | 0,36 D              |
| 1,4-dioxán                   | /−CH2−CH2−O−CH2−CH2−O−\ | 101 °C     | 2,3                  | 1,033 g/ml  | 0,45 D              |
| kloroform                    | CHCl3                   | 61 °C      | 4,8                  | 1,498 g/ml  | 1,04 D              |
| dietil-éter                  | CH3−CH2−O−CH2−CH3       | 35 °C      | 4,3                  | 0,713 g/ml  | 1,15 D              |
| diklórmetán (DKM)            | CH2Cl2                  | 40 °C      | 9,1                  | 1,3266 g/ml | 1,60 D              |
| Poláris aprotikus oldószerek |                         |            |                      |             |                     |
| tetrahidrofurán (THF)        | /−CH2−CH2−O−CH2−CH2−\   | 66 °C      | 7,5                  | 0,886 g/mL  | 1,75 D              |
| etil-acetát (EtOAc)          | CH3−C(=O)−O−CH2−CH3     | 77 °C      | 6,0                  | 0,894 g/mL  | 1,78 D              |
| aceton                       | CH3−C(=O)−CH3           | 56 °C      | 21                   | 0,786 g/mL  | 2.88 D              |
| dimetilformamid (DMF)        | H−C(=O)N(CH3)2          | 153 °C     | 38                   | 0,944 g/ml  | 3.82 D              |
| acetonitril (MeCN)           | CH3−C≡N                 | 82 °C      | 37                   | 0,786 g/ml  | 3.92 D              |
| dimetil-szulfoxid (DMSO)     | CH3−S(=O)−CH3           | 189 °C     | 47                   | 1.092 g/ml  | 3.96 D              |
| Poláris protikus oldószerek  |                         |            |                      |             |                     |
| hangyasav                    | H−C(=O)OH               | 101 °C     | 58                   | 1,21 g/ml   | 1,41 D              |
| n-butanol                    | CH3−CH2−CH2−CH2−OH      | 118 °C     | 18                   | 0,810 g/ml  | 1,63 D              |
| izopropanol (IPA)            | CH3−CH(−OH)−CH3         | 82 °C      | 18                   | 0,785 g/ml  | 1,66 D              |
| nitrometán                   | CH3−NO2                 | 100–103 °C | 35,87                | 1,1371 g/mL | 3,56 D              |
| etanol (EtOH)                | CH3−CH2−OH              | 79 °C      | 30                   | 0,789 g/ml  | 1,69 D              |
| metanol (MeOH)               | CH3−OH                  | 65 °C      | 33                   | 0,791 g/ml  | 1,70 D              |
| ecetsav (AcOH)               | CH3−C(=O)OH             | 118 °C     | 6,2                  | 1,049 g/ml  | 1,74 D              |
| víz                          | H−O−H                   | 100 °C     | 80                   | 1,000 g/ml  | 1,85 D              |

## Fordítás
Ez a szócikk részben vagy egészben  a   Protic solvent című angol Wikipédia-szócikk ezen változatának fordításán alapul.  Az eredeti cikk szerkesztőit annak laptörténete sorolja fel. Ez a jelzés csupán a megfogalmazás eredetét és a szerzői jogokat jelzi, nem szolgál a cikkben szereplő információk forrásmegjelöléseként.